# Automatyczny pilot

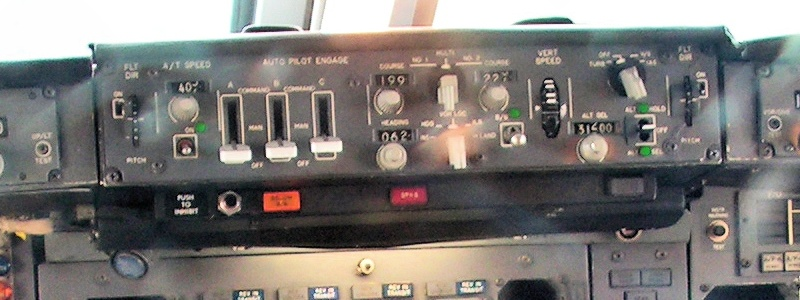
Panel automatycznego pilota w samolocie Boeing 747

Automatyczny pilot (autopilot) – urządzenie służące do wykonywania określonego zestawu zadań umożliwiających automatyczne sterowanie obiektem (statkiem, samolotem, śmigłowcem itp.) oraz rakietami (głównie ziemia-powietrze).

## Autopilot lotniczy
Ze względu na bezpieczeństwo pasażerów i pilota jego konstrukcja musi być bardziej niezawodna od innych typów autopilotów.
Autopilot porównuje zmienne wejściowe otrzymane od pilota lub układu nawigacyjnego z wartościami rzeczywistymi (uchyb) i na tej podstawie wytwarza sygnał sterujący zapewniający odpowiednią stabilizację lub manewrowanie statkiem powietrznym. Generowanie uchybu odbywa się dla wybranego rodzaju regulacji, najczęściej typu PD lub PID ze stałymi współczynnikami wzmocnienia. Ze względu na zmieniające się warunki lotu (zmiana masy aerodyny, zjawiska związane ze zmianą wysokości lotu np. gęstość powietrza) konieczne jest stosowanie układu adaptacyjnego formułującego optymalne współczynniki wzmocnienia (najczęściej będące funkcją wysokości i prędkości lotu) dla bieżących stanów lotu.
W skład autopilota wchodzą:
- Czujniki: żyroskopy prędkościowe, przyspieszeniomierze, przetworniki siły i położenia
- Sterowniki, dzięki którym pilot może dokonywać przełączenia pomiędzy rodzajami pracy autopilota
- Układy elektroniczne zliczające modulacje i demodulacje, wzmocnienia, przełączanie sygnałów, porównywanie i operacje logiczne
- Serwomechanizmy powodujące wychylenia powierzchni sterowych

Mimo zaawansowanych rozwiązań technicznych zastosowanych w konstrukcji autopilota, start oraz lądowanie samolotu są zazwyczaj nadal wykonywane ręcznie przez pilotów. Autopilot włączany jest zwykle dopiero na wysokości około 3500 m. W nowoczesnych samolotach pasażerskich autopilot jest w stanie wylądować samodzielnie na odpowiednio wyposażonych lotniskach dzięki systemowi ILS.

## Autopilot jednostki pływającej[1]
Jest to urządzenie służące do utrzymywania stałego kursu jednostki pływającej. Pilot automatyczny porównuje wskazania żyrokompasu lub (przez odpowiedni układ) kompasu magnetycznego i w przypadku zboczenia z kursu przekazuje odpowiednie impulsy do mechanizmu sterowego.
W najprostszych pilotach automatycznych jedynym parametrem wejściowym było odchylenie od kursu. Powodowało to nieefektywne sterowanie w różnych warunkach pogodowych, dlatego też wprowadzono regulację kilku parametrów, takich jak czułość urządzenia, jego wzmocnienie i tłumienie, które umożliwiały ustawienie najlepszych parametrów dla aktualnej pogody i stanu załadowania. Początkowo ustawienia te były regulowane ręcznie przez operatora, następnie zastosowano elektroniczne układy adaptacyjne, które regulowały nastawy dla osiągnięcia optymalnego sterowania.
Obecnie coraz częściej stosuje się rozwiązania, w których, zamiast porównywania wskazań żyrokompasu (lub kompasu)(czyli kursu żyrokompasowego lub kompasowego), porównuje się, wskazany przez GPS kurs nad dnem z zaplanowaną drogą statku i na podstawie różnic ustawia urządzenia sterowe. Przy takim rozwiązaniu statek może automatycznie wykonywać zwroty (zaplanowane zmiany kursu) lub automatycznie podążać ortodromą.
Jako regulatory przeważnie stosuje się układy PID albo adaptacyjne.